# Harold Hughes
Harold Everett Hughes, född 10 februari 1922 i Ida County, Iowa, död 23 oktober 1996 i Glendale, Arizona, var en amerikansk politiker. Han var guvernör i delstaten Iowa 1963-1969. Han representerade sedan Iowa i USA:s senat 1969-1975.
Hughes tjänstgjorde i USA:s armé i andra världskriget. Han hade alkoholproblem efter kriget men fick hjälp av Anonyma Alkoholister. Han startade 1955 en AA-grupp i Ida Grove.
Hughes var republikan i sin ungdom. Han bytte parti till demokraterna och besegrade ämbetsinnehavaren Norman A. Erbe i guvernörsvalet i Iowa 1962.
Senator Bourke B. Hickenlooper bestämde sig för att inte kandidera till omval i senatsvalet 1968. Hughes besegrade knappt republikanen David Stanley i valet och efterträdde Hickenlooper som senator för Iowa i januari 1969. Hughes kandiderade inte till omval efter sex år i senaten.
Efter sin tid i senaten skrev Hughes sin självbiografi tillsammans med Dick Schneider. Boken The Man from Ida Grove: A Senator's Personal Story utkom i januari 1979.
Hughes grav finns på Ida Grove Cemetery i Ida County.